# Attaque Sybil
En sécurité informatique, l’attaque Sybil est une attaque au sein d’un système de réputation qui est renversé par la création de fausses identités dans un réseau informatique pair à pair.

## Origine de l’appellation
Cette attaque a été nommée en référence au sujet du livre Sybil qui traite du cas d’étude d’une femme diagnostiquée d’un trouble dissociatif de l'identité. Le nom a été suggéré avant 2002 par Brian Zill à la Microsoft Research. Le terme « leurre d’identité » a été auparavant utilisé par L. Detweiler sur la liste de diffusion Cypherpunk et utilisé dans la littérature des systèmes pair à pair pour désigner le même type d’attaques avant 2002, mais ce terme n’a pas eu autant d’influence que « attaque Sybil ».

## Description
Au cours d’une attaque Sybil, l’attaquant contourne le système de réputation d’un réseau pair à pair en créant une grande quantité d’identités et en les utilisant pour avoir une influence disproportionnée. La vulnérabilité à une attaque Sybil d’un système de réputation dépend de la facilité de génération de nouvelles identités, de la facilité du système de réputation à accepter l’entrée d’entités n’ayant pas de lien de confiance avec des identités de confiance et si le système de réputation traite toutes les entités de manière identiques.
Depuis 2012, des preuves montrent que des attaques Sybil de grandes échelles peuvent être effectuées à faible coût et de manière efficace sur des systèmes réels tels que la principale table de hachage distribuée du protocole BitTorrent.
Une entité en réseau pair à pair est une partie de logiciel qui a accès à des ressources locales. Une entité se présente d’elle-même sur le réseau pair à pair en présentant son identité. Plus d’une identité peut correspondre à une unique entité. En d’autres mots, la modélisation des identités en entités est de plusieurs en un. Dans les réseaux pairs à pairs, les entités utilisent une multitude d’identités dans un but de redondance, de partage de ressource, de fiabilité et d’intégrité. En réseaux pairs à pairs, l’identité est utilisée en tant qu’abstraction pour qu’une entité distante puisse avoir connaissance d’identités sans nécessairement faire la correspondance d’identité avec les entités locales. Par défaut, chaque identité distincte est généralement supposée correspondre à une entité locale distincte. En réalité, beaucoup d’identités peuvent correspondre à la même entité locale.